# Episodi di Cip & Ciop agenti speciali
I 65 episodi sono andati originariamente in onda sul canale televisivo Disney Channel dal 5 marzo 1989 al 19 novembre 1990.
Accoppiata con DuckTales in un unico show di un'ora fino al 1990, la serie è stata trasmessa negli USA per la prima volta su The Disney Afternoon.
In Italia sono stati trasmessi da Rai 1 e Rai 2, su Canale 5 solo nello speciale del 1996, e sui canali satellitari Disney Channel e Toon Disney.
A fine 2016 la serie è stata rimasterizzata in HD, ad eccezione dell'episodio 32, e resa disponibile all'acquisto su iTunes negli Stati Uniti, suddivisa in tre volumi.

## Prima stagione (1989)
| Numero progressivo | Numero episodio | Titolo originale                | Titolo italiano                           |
| ------------------ | --------------- | ------------------------------- | ----------------------------------------- |
| 01                 | 01              | "Piratsy Under the Seas"        | "Pi..ratti sotto il mare"                 |
| 02                 | 02              | "Catteries Not Included"        | "Gatterie non incluse"                    |
| 03                 | 03              | "Dale Beside Himself"           | "Due Ciop sono meglio di uno"             |
| 04                 | 04              | "Flash, the Wonder Dog"         | "Flash, il supercane"                     |
| 05                 | 05              | "Out to Launch"                 | "Investigatori spaziali"                  |
| 06                 | 06              | "Kiwi's Big Adventure"          | "La grande avventura dei kiwi"            |
| 07                 | 07              | "Adventures in Squirrelsitting" | "Missione in Cina"                        |
| 08                 | 08              | "Pound of the Baskervilles"     | "Alla ricerca del testamento"             |
| 09                 | 09              | "Risky Beesness"                | "Le api rapite"                           |
| 10                 | 10              | "Three Men and a Booby"         | "Tre uomini e un gabbiano"                |
| 11                 | 11              | "The Carpetsnaggers"            | "Il tappeto furfante"                     |
| 12                 | 12              | "Bearing Up Baby"               | "L'orso babysitter" / "Un orso per amico" |
| 13                 | 13              | "Parental Discretion Retired"   | "Genitori avventurosi"                    |

## Seconda stagione (1989-1990)
| Numero progressivo | Numero episodio | Titolo originale                       | Titolo italiano                               |
| ------------------ | --------------- | -------------------------------------- | --------------------------------------------- |
| 14                 | 01              | "To The Rescue: Part 1"                | "Agenti Speciali all'attacco (prima parte)"   |
| 15                 | 02              | "To The Rescue: Part 2"                | "Agenti Speciali all'attacco (seconda parte)" |
| 16                 | 03              | "To The Rescue: Part 3"                | "Agenti Speciali all'attacco (terza parte)"   |
| 17                 | 04              | "To The Rescue: Part 4"                | "Agenti Speciali all'attacco (quarta parte)"  |
| 18                 | 05              | "To The Rescue: Part 5"                | "Agenti Speciali all'attacco (quinta parte)"  |
| 19                 | 06              | "A Lad in a Lamp"                      | "La lampada di Al-Topino"                     |
| 20                 | 07              | "The Luck Stops Here"                  | "La fortuna finisce qui"                      |
| 21                 | 08              | "Battle of the Bulge"                  | "La battaglia contro il grasso"               |
| 22                 | 09              | "Ghost of a Chance"                    | "Fantasma per un'occasione"                   |
| 23                 | 10              | "An Elephant Never Suspects"           | "Un elefante non sospetta mai"                |
| 24                 | 11              | "Fake Me to Your Leader"               | "Il raggio che ingrandisce"                   |
| 25                 | 12              | "Last Train to Cashville"              | "L'ultimo treno per Cashville"                |
| 26                 | 13              | "A Case of Stage Blight"               | "Un caso di alligatore"                       |
| 27                 | 14              | "The Case of the Cola Cult"            | "Il caso del culto della cola"                |
| 28                 | 15              | "Throw Mummy From the Train"           | "Gettate la mummia dal treno"                 |
| 29                 | 16              | "A Wolf in Cheap Clothing"             | "Un lupo non molto elegante"                  |
| 30                 | 17              | "Robocat"                              | "Il meccanigatto"                             |
| 31                 | 18              | "Does Pavlov Ring a Bell"              | "Attenti all'allarme"                         |
| 32                 | 19              | "Prehysterical Pet"                    | "Il cucciolo preisterico"                     |
| 33                 | 20              | "A Creep in the Deep"                  | "Brividi negli abissi"                        |
| 34                 | 21              | "Normie's Science Project"             | "Il progetto scientifico di Normie"           |
| 35                 | 22              | "Seer No Evil"                         | "Cassandra l'indovina"                        |
| 36                 | 23              | "Chipwrecked Shipmunks"                | "Il tesoro sepolto"                           |
| 37                 | 24              | "When Mice Were Men"                   | "Quando i topi erano uomini"                  |
| 38                 | 25              | "Chocolate Chips"                      | "Viva il cioccolato"                          |
| 39                 | 26              | "The Last Leprechaun"                  | "L'ultimo folletto"                           |
| 40                 | 27              | "Weather or Not"                       | "La guerra meteorologica"                     |
| 41                 | 28              | "One-Upsman-Chip"                      | "Ti ho fatto scemo"                           |
| 42                 | 29              | "Shell Shocked"                        | "Scioccati dalle conchiglie"                  |
| 43                 | 30              | "Love is a Many Splintered Thing"      | "L'amore è una cosa pericolosa"               |
| 44                 | 31              | "Song of the Night 'n Dale"            | "Chi ha detto che sono pazzo?"                |
| 45                 | 32              | "Double 'O Chipmunk"                   | "Agente Zero Zero Ciop"                       |
| 46                 | 33              | "Gadget Goes Hawaiian"                 | "Scheggia diventa hawaiana"                   |
| 47                 | 34              | "It's a Bird, It's Insane, It's Dale!" | "È un uccello, è pazzo, è Ciop bello!"        |
| 48                 | 35              | "Short Order Crooks"                   | "I ladri che non sapevano cucinare"           |
| 49                 | 36              | "Mind Your Cheese and Q's"             | "Mai più formaggio, giuro!"                   |
| 50                 | 37              | "Out of Scale"                         | "Fuori misura"                                |
| 51                 | 38              | "Dirty Rotten Diapers"                 | "Dannati pannolini sporchi"                   |
| 52                 | 39              | "Good Times, Bat Times"                | "Tempi belli coi pipistrelli"                 |
| 53                 | 40              | "Pie in the Sky"                       | "Un pasticcio nel cielo"                      |
| 54                 | 41              | "Le Purrfect Crime"                    | "Il crimine perfetto"                         |
| 55                 | 42              | "When You Fish Upon a Star"            | "Quando peschi un desiderio"                  |
| 56                 | 43              | "Rest Home Rangers"                    | "L'apparecchio che invecchia"                 |
| 57                 | 44              | "A Lean on the Property"               | "Il crollo della proprietà"                   |
| 58                 | 45              | "The Pied Piper Power Play"            | "Il pifferaio magico generacorrente"          |
| 59                 | 46              | "Gorilla My Dreams"                    | "Il gorilla dei miei sogni"                   |
| 60                 | 47              | "The S.S. Drainpipe"                   | "Topo Capone e la sua banda"                  |

## Terza stagione (1990)
| Numero progressivo | Numero episodio | Titolo originale              | Titolo italiano           |
| ------------------ | --------------- | ----------------------------- | ------------------------- |
| 61                 | 01              | "Zipper Come Home"            | "Zipper, torna a casa"    |
| 62                 | 02              | "Puffed Rangers"              | "Agenti gonfiati"         |
| 63                 | 03              | "A Fly in the Ointment"       | "Una mosca nell'unguento" |
| 64                 | 04              | "A Chorus Crime"              | "Rubando ballando"        |
| 65                 | 05              | "They Shoot Dogs, Don't They" | "Sparano ai cani, vero?"  |